# مید (کانزاس)
مید (به انگلیسی: Meade) شهری در ایالت کانزاس کشور ایالات متحده آمریکا است که جمعیت آن در سرشماری سال ۲۰۱۰ میلادی، ۱٬۷۲۱ نفر بوده‌است.